# فرانك رينولدز (شخصية أعمال)
فرانك رينولدز (بالإنجليزية: Frank Reynolds)‏ هو شخصية أعمال جنوب أفريقي، ولد في 1852، وتوفي في 1930.

## حياته المهنية
وُلد فرانك رينولدز في 13 أبريل 1852 في أمهلالي، ناتال (الآن جزء من كوازولو ناتال). تزوج في عام 1886، وأصبح مالكًا لعدة مزارع للسكر في المنطقة. في عام 1895، انضم إلى مجلس إدارة "ناتال سوجر إستيتس"، وهي شركة كبرى في صناعة السكر، وشارك في إدارة مزارع السكر الخاصة بعائلته.

## نشاطه السياسي والاجتماعي
كان رينولدز عضوًا في البرلمان، حيث شارك في مناقشات تتعلق بالعمالة المستعبدة، وعُرف بتوجهاته المحافظة في هذا المجال. في عام 1918، زار رئيس وزراء جنوب أفريقيا، الجنرال لويس بوتا، منزله في "لينتون هول" في بينينغتون، مما يدل على مكانته الاجتماعية والسياسية

## إرثه العقاري
أسس رينولدز "حديقة أمدوني" (Umdoni Park) في بينينغتون، التي أصبحت فيما بعد موقعًا سياحيًا مهمًا. في عام 1920، حول ملكيته الخاصة للحديقة إلى وقف خيري، مع تخصيص "منزل بوثا" (Botha House) ليكون في خدمة أرملة رئيس الوزراء لويس بوتا، السيدة آني بوتا، طوال حياتها، ومن ثم يُخصص لرئيس وزراء جنوب أفريقيا الحالي